# Leo Suter
Pour les articles homonymes, voir Suter.
Leo Suter, né le 26 septembre 1993 à Londres, en Angleterre, est un acteur britannique.

## Biographie
Leo Suter naît à Londres.
Il étudie à la St Paul's School de Londres avant de poursuivre un cursus en sciences humaines au New College de l'université d'Oxford.
Son envie de devenir acteur lui vient dès l'âge de 11 ans, après avoir joué un passage de Macbeth. Il continue de jouer durant le reste de sa scolarité, et signe son premier contrat après avoir joué une autre pièce de Shakespeare lors de son dernier spectacle de fin d'année, Roméo et Juliette.
Bien qu'il soit fréquemment choisi pour tenir des rôles dans des productions historiques — et qu'il trouve un vrai plaisir à les interpréter — il n'envisage toutefois pas de se cantonner à ce type de rôles.
En 2017, il est choisi à la dernière minute pour tenir le rôle de Sir Edward Drummond dans la deuxième saison de la série britannique Victoria, ce qui l'oblige à revenir de Los Angeles quelques jours à peine avant le début des prises de vue dans le Yorkshire. Il conserve un excellent souvenir de ce tournage.
En 2019, il tient l'un des rôles principaux dans le film I'll Find You de Martha Coolidge, ainsi que dans la série Beecham House de la chaîne ITV, qui est annulée après une seule saison faute d'audience.
En 2022, il interprète le chef viking et futur roi de Norvège Harald Sigurdsson, l'un des personnages principaux de la série de Netflix Vikings: Valhalla.

### Vie privée
Il s'est marié à Haylee Roderick, danseuse, chorégraphe et actrice américaine en septembre 2023.

## Filmographie

### Cinéma
- 2012 : In Passing, I Am (court-métrage) : Will
- 2013 : Round and Round the Garden (court-métrage) : le jardinier
- 2014 : Maléfique (non crédité) : un jeune homme
- 2015 : Wight (court-métrage) : un garçon
- 2016 : Fallen : Trevor
- 2018 : Laughing Branches (court-métrage) : le jardinier
- 2019 : The Devil's Harmony (court-métrage) : Connor
- 2019 : I'll Find You : Robert Pulaski

### Télévision
- 2012 : Bad Education (épisode 1x05 Football Match) : un élève
- 2017 : Ransom (épisode 1x11 The Castle) : Simon Holman
- 2017 : Victoria (saison 2) : Sir Edward Drummond
- 2018 : Clique (saison 2) : Jack
- 2019 : Beecham House : Daniel Beecham
- 2019 : Bienvenue à Sanditon : James Stringer
- 2020 : Intelligence (épisode 1x04) : Tom
- 2020 : The Liberator (épisode 1x03 The Enemy) : capitaine Bill Lauder
- 2021 : Vikings: Valhalla : Harald Sigurdsson